# Beaverdale (Iowa)
Beaverdale ist eine Siedlung auf gemeindefreiem Gebiet im Des Moines County im US-amerikanischen Bundesstaat Iowa. Zu statistischen Zwecken ist der Ort zu einem Census-designated place (CDP) zusammengefasst worden. Im Jahr 2020 hatte Beaverdale 880 Einwohner.

## Geografie
Beaverdale liegt im Südosten Iowas, rund 10 km westlich des Mississippi, der die Grenze zu Illinois bildet.
Die geografischen Koordinaten von Beaverdale sind 40°50′48″ nördlicher Breite und 91°12′31″ westlicher Länge. Der Ort erstreckt sich über eine Fläche von 6,36 km² und gehört der Flint River Township an.
Nachbarorte von Beaverdale sind Middletown (an der südlichen Ortsgrenze), West Burlington (6,4 km südöstlich), Burlington (11,5 km in der gleichen Richtung), Wever (24,6 km südlich), Middletown (6,8 km südwestlich), Danville (13 km westlich), New London (21,5 km nordwestlich) und Mediapolis (22,4 km nordnordöstlich).
Die nächstgelegenen größeren Städte sind Dubuque an der am Mississippi gelegenen Schnittstelle der Bundesstaaten Iowa, Illinois und Wisconsin (228 km nordnordöstlich), die Quad Cities in Iowa und Illinois (129 km nordöstlich), Illinois’ größte Stadt Chicago (376 km ostnordöstlich), Peoria in Illinois (166 km östlich), Illinois’ Hauptstadt Springfield (222 km südöstlich), St. Louis in Missouri (341 km südsüdöstlich), Kansas City in Missouri (461 km südwestlich), Nebraskas größte Stadt Omaha (451 km westlich), Iowas Hauptstadt Des Moines (259 km westnordwestlich), Iowa City (118 km nordnordwestlich) und Cedar Rapids (156 km in der gleichen Richtung).

## Verkehr
Der vierspurig ausgebaute U.S. Highway 34 begrenzt das Ortsgebiet nach Süden. Alle weiteren Straßen sind untergeordnete Landstraßen, teils unbefestigte Fahrwege sowie innerörtliche Verbindungsstraßen.
Der nächste Flughafen ist der 14,3 km südöstlich gelegene Southeast Iowa Regional Airport von Burlington.

## Bevölkerung
Nach der Volkszählung im Jahr 2010 lebten in Beaverdale 952 Menschen in 385 Haushalten. Die Bevölkerungsdichte betrug 149,7 Einwohner pro Quadratkilometer. In den 385 Haushalten lebten statistisch je 2,47 Personen.
Ethnisch betrachtet setzte sich die Bevölkerung zusammen aus 95,6 Prozent Weißen, 1,5 Prozent Afroamerikanern, 0,3 Prozent amerikanischen Ureinwohnern, 0,2 Prozent Asiaten sowie 0,1 Prozent (eine Person) aus anderen ethnischen Gruppen; 2,3 Prozent stammten von zwei oder mehr Ethnien ab. Unabhängig von der ethnischen Zugehörigkeit waren 1,8 Prozent der Bevölkerung spanischer oder lateinamerikanischer Abstammung.
23,5 Prozent der Bevölkerung waren unter 18 Jahre alt, 60,0 Prozent waren zwischen 18 und 64 und 16,5 Prozent waren 65 Jahre oder älter. 50,8 Prozent der Bevölkerung waren weiblich.
Das mittlere jährliche Einkommen eines Haushalts lag bei 59.531 USD. Das Pro-Kopf-Einkommen betrug 23.303 USD. 2,7 Prozent der Einwohner lebten unterhalb der Armutsgrenze.